# Manskören Frihetsbröderna
Manskören Frihetsbröderna är en finlandssvensk manskör som grundades 1905 i Helsingfors som en reaktion mot den förryskning som februarimanifestet medförde. 
En tradition som kören har upprätthållit sedan starten är uppvaktningen vid Johan Ludvig Runebergs staty på nationalskaldens födelsedag den 5 februari i Esplanadparken i Helsingfors. Kören var 1998–1999 jämte Akademiska Sångföreningen instiftare av Helsingfors gosskör. Kören har dirigerats av bland andra Erik Bergman (1938–1946) och Henrik Wikström. Nuvarande dirigent för kören är Jan C. Westerlund.